# Carolina Dodge Dealers 400
| Provas NASCAR - Monster Energy Cup 2019                               |
| Temporada Regular                                                     |
| --------------------------------------------------------------------- |
| Advance Auto Parts Clash (Daytona - Corrida de Exibição)              |
| Can-Am Duels (Daytona - Duelos Classificatórios para a Daytona 500)   |
| 1. Daytona 500 (Daytona)                                              |
| 2. Folds of Honor QuikTrip 500 (Atlanta)                              |
| 3. Pennzoil 400 (Las Vegas) (Las Vegas)                               |
| 4. TicketGuardian 500 (Phoenix)                                       |
| 5. Auto Club 400 (Auto Club)                                          |
| 6. STP 500 (Martinsville)                                             |
| 7. O'Reilly Auto Parts 500 (Texas)                                    |
| 8. Food City 500 (Bristol)                                            |
| 9. Toyota Owners 400 (Richmond)                                       |
| 10. GEICO 500 (Talladega)                                             |
| 11. AAA 400 Drive for Autism (Dover)                                  |
| 12. KC Masterpiece 400 (Kansas)                                       |
| Monster Energy Open (Charlotte - Repescagem para a Corrida do Milhão) |
| Monster Energy NASCAR All-Star Race (Charlotte - Corrida do Milhão)   |
| 13. Coca-Cola 600 (Charlotte)                                         |
| 14. Pocono 400 (Pocono)                                               |
| 15. FireKeepers Casino 400 (Michigan)                                 |
| 16. Toyota/Save Mart 350 (Sonoma)                                     |
| 17. Camping World 400 (Chicagoland)                                   |
| 18. Coke Zero 400 (Daytona 2)                                         |
| 19. Quaker State 400 (Kentucky)                                       |
| 20. Foxwoods Resort Casino 301 (New Hampshire)                        |
| 21. Gander Outdoors 400 (Pocono 2)                                    |
| 22. Go Bowling at The Glen (Watkins Glen)                             |
| 23. Consumers Energy 400 (Michigan 2)                                 |
| 24. Bass Pro Shops NRA Night Race (Bristol 2)                         |
| 25. Bojangles' Southern 500 (Darlington)                              |
| 26. Brickyard 400 (Indianápolis)                                      |
| Provas dos Playoffs                                                   |
| Round of 16                                                           |
| 27. South Point 400 (Las Vegas 2)                                     |
| 28. Federated Auto Parts 400 (Richmond 2)                             |
| 29. Bank of America Roval 400 (Charlotte - Roval)                     |
| Round of 12                                                           |
| 30. Gander Outdoors 400 (Dover 2)                                     |
| 31. 1000Bulbs.com 500 (Talladega 2)                                   |
| 32. Hollywood Casino 400 (Kansas 2)                                   |
| Round of 8                                                            |
| 33. First Data 500 (Martinsville 2)                                   |
| 34. AAA Texas 500 (Texas)                                             |
| 35. Can-Am 500 (Phoenix 2)                                            |
| Championship 4                                                        |
| 36. Ford EcoBoost 400 (Homestead-Miami)                               |
| Provas inativas/extintas                                              |
| Alamo 500 (1972-73)                                                   |
| Budweiser 400 (1970-81)                                               |
| Budweiser NASCAR 400 (1979-81)                                        |
| Carolina Dodge Dealers 400(1952, 1957-2004)                           |
| Coca-Cola 500 (Motegi) (1998)                                         |
| Coors 420 (1973-84)                                                   |
| First Union 400 (1951-85)                                             |
| ISM Connect 300 (1997-2017)                                           |
| Kobalt Tools 500 (1960-2010)                                          |
| Los Angeles Times 500 (1971-72, 1974-80)                              |
| Music City USA 420 (1973-80)                                          |
| Myers Brothers 200 (1962)                                             |
| Northern 300 (1958-59, 1967-72)                                       |
| Pepsi 420 (1958-84)                                                   |
| Pepsi Max 400 (2004-2010)                                             |
| Pop Secret Microwave Popcorn 400 (1965-2003)                          |
| Subway 400 (1966-2004)                                                |
| NASCAR Thunder 100 (1996-97)                                          |
| Tyson Holly Farms 400 (1949-96)                                       |
| Winston Western 500 (1958-87)                                         |

Carolina Dodge Dealers 400 é uma prova extinta da NASCAR Nextel Cup realizada no Darlington Raceway sempre no primeiro semestre do ano.
Essa prova foi realizada pela última vez em 2004. Devido ao ajuste do calendário para a temporada 2005 essa e a outra prova que ocorre no mesmo circuito, o Mountain Dew Southern 500, saíram para a criação de uma única prova anual, o Dodge Charger 500.
Essa prova foi palco de um dos grandes momentos da história da NASCAR na corrida de 2003 vencida por Ricky Craven terminando a apenas 0.002 segundos a frente de Kurt Busch se tornando a menor diferença já registrada desde que foi implantanda a cronometragem eletrônica.

## Vencedores
- 2004 - Jimmie Johnson
- 2003 - Ricky Craven
- 2002 - Sterling Marlin
- 2001 - Dale Jarrett
- 2000 - Ward Burton
- 1999 - Jeff Burton
- 1998 - Dale Jarrett
- 1997 - Dale Jarrett
- 1996 - Jeff Gordon
- 1995 - Sterling Marlin
- 1994 - Dale Earnhardt
- 1993 - Dale Earnhardt
- 1992 - Bill Elliott
- 1991 - Ricky Rudd
- 1990 - Dale Earnhardt
- 1989 - Harry Gant
- 1988 - Lake Speed
- 1987 - Dale Earnhardt
- 1986 - Dale Earnhardt
- 1985 - Bill Elliott
- 1984 - Darrell Waltrip
- 1983 - Harry Gant
- 1982 - Dale Earnhardt
- 1981 - Darrell Waltrip
- 1980 - David Pearson
- 1979 - Darrell Waltrip
- 1978 - Benny Parsons
- 1977 - Darrell Waltrip
- 1976 - David Pearson
- 1975 - Bobby Allison
- 1974 - David Pearson
- 1973 - David Pearson
- 1972 - David Pearson
- 1971 - Buddy Baker
- 1970 - David Pearson
- 1969 - LeeRoy Yarbrough
- 1968 - David Pearson
- 1967 - Richard Petty
- 1966 - Richard Petty
- 1965 - Junior Johnson
- 1964 - Fred Lorenzen
- 1963 - Joe Weatherly
- 1962 - Nelson Stacy
- 1961 - Fred Lorenzen
- 1960 - Joe Weatherly
- 1959 - Fireball Roberts
- 1958 - Curtis Tucker
- 1957 - Fireball Roberts
- 1952 - Dick Rathmann